# Auguste Vacquerie
Auguste Vacquerie (19. listopadu 1819 – 19. února 1895) byl francouzský novinář, spisovatel a fotograf.

## Životopis
Vacquerie se narodil ve Villequier (Seine-Maritime) dne 19. listopadu 1819. Od jeho nejranějších dnů obdivoval Victora Huga, s kým byl spojen sňatkem svého bratra Charlese s Léopoldinou Hugovou. Mezi jeho rané romantické produkce patří svazek básní L'Enfer de l'esprit (1840); překlad Antigony (1844) ve spolupráci s Paulem Meuricem ; a Tragaldabas (1848), melodrama. Byl jedním z hlavních přispěvatelů do žurnálu L'Événement a následoval Huga do jeho exilu v Jersey v roce 1852, kde pořídil fotografie rodiny Hugů a příbuzných.  V roce 1869 se vrátil do Paříže, a s Meurice a dalšími založili anti-cisařské noviny Rappel. Jeho články v tomto listu byly více než jednou příležitostí k soudnímu řízení. Po roce 1870 se stal redaktorem novin Rappel.
Mezi jeho další díla patří Souvent homme varie (1859), komedie ve verších; Jean Baudry (1863), nejúspěšnější z jeho her; Aujourd'hui et demain (1875); Futura (vyd. 1900), a básně na filozofická a humanitní témata. Vydal souborné vydání svých her v roce 1879 a sbírku esejů v roce 1885.
Vacquerie zemřel v Paříži dne 19. února 1895.
V roce jeho smrti byla na jeho počest pojmenována rue Auguste-Vacquerie v 16. pařížském obvodu.

## Galerie

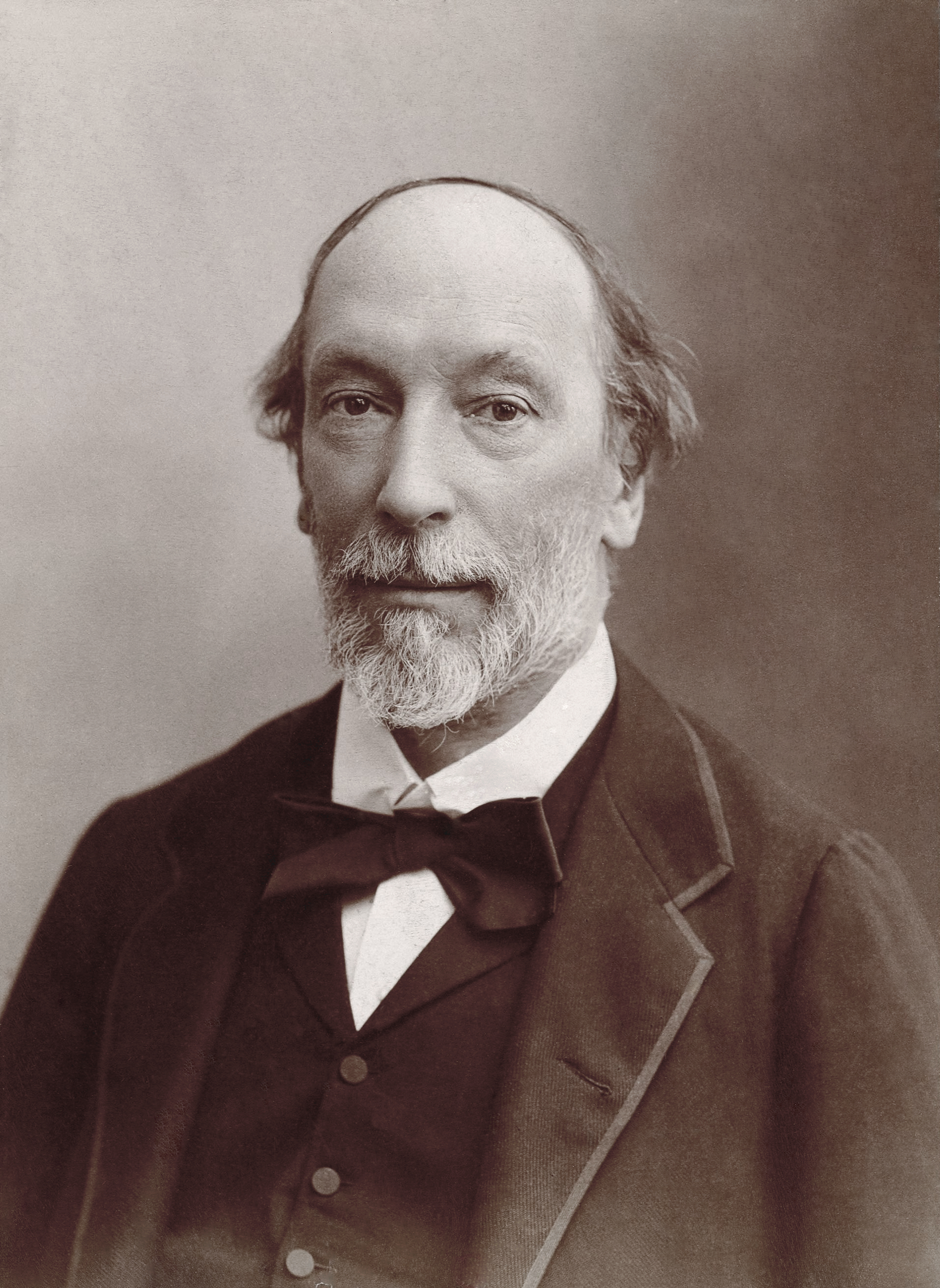
Nadar: Auguste Vacquerie, asi 1880
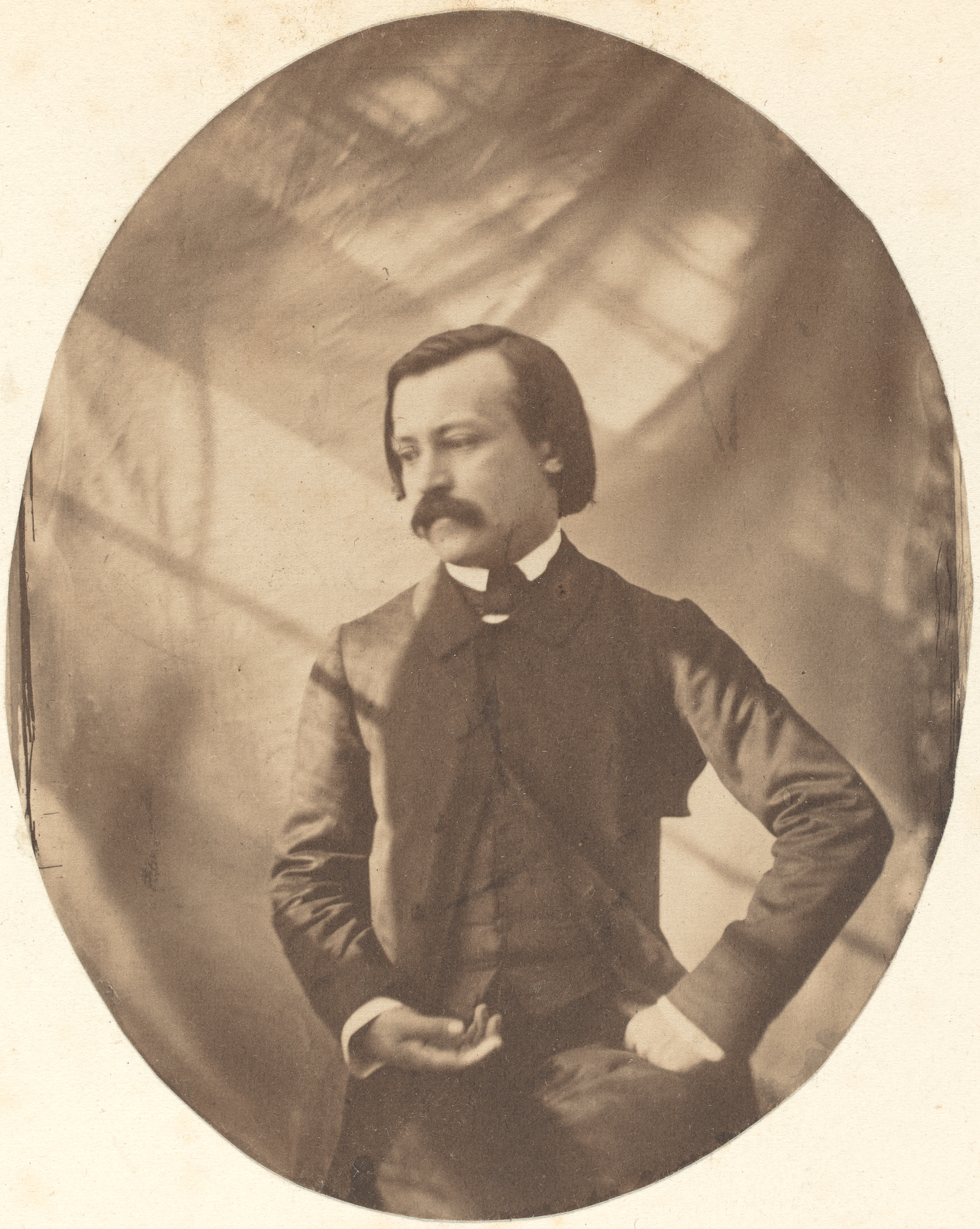
Charles-Victor Hugo a Auguste Vacquerie: François-Paul Meurice, 1854
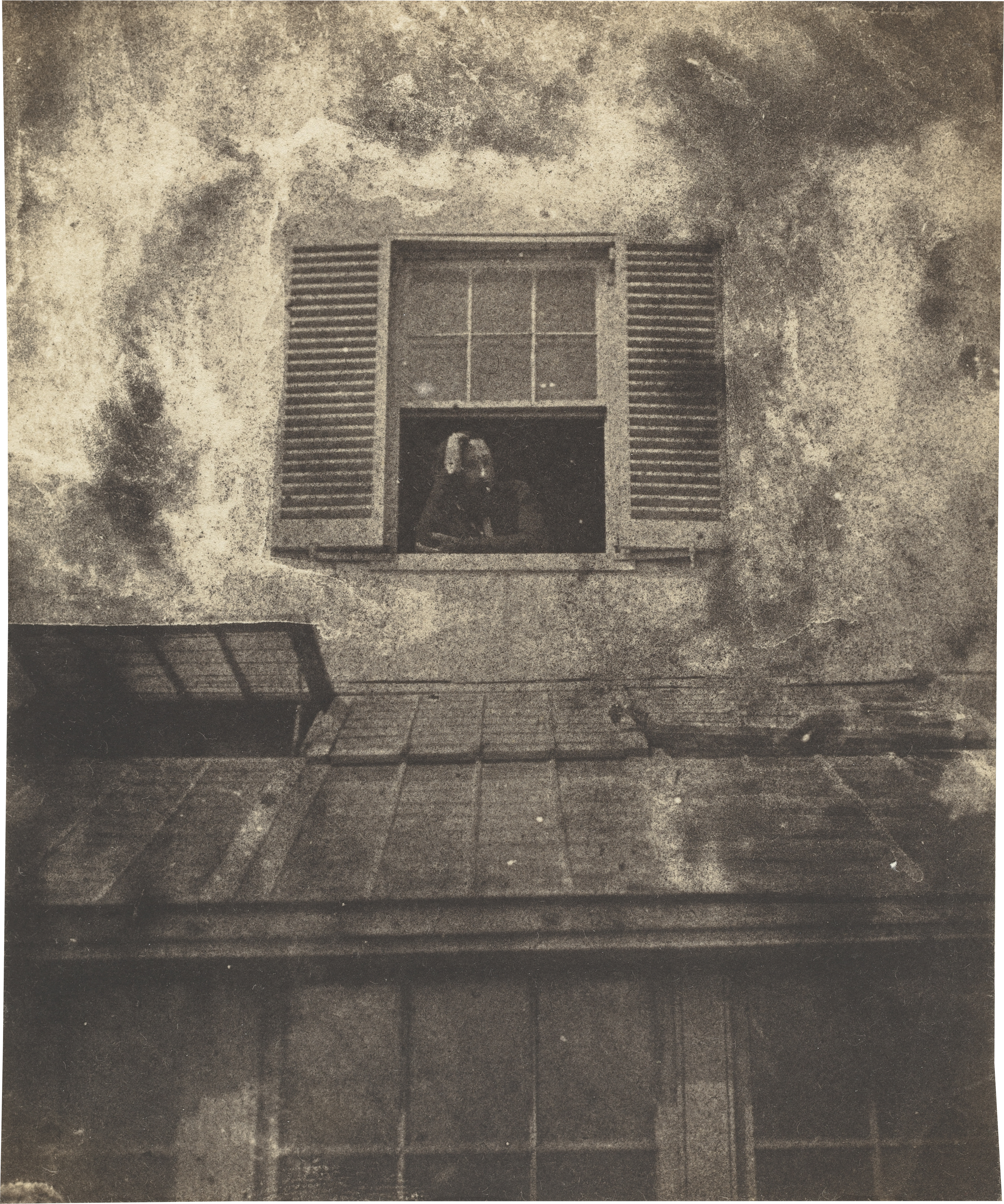
Charles-Victor Hugo a Auguste Vacquerie: Auguste Vacquerie v okně, Marine Terrace, asi 1853
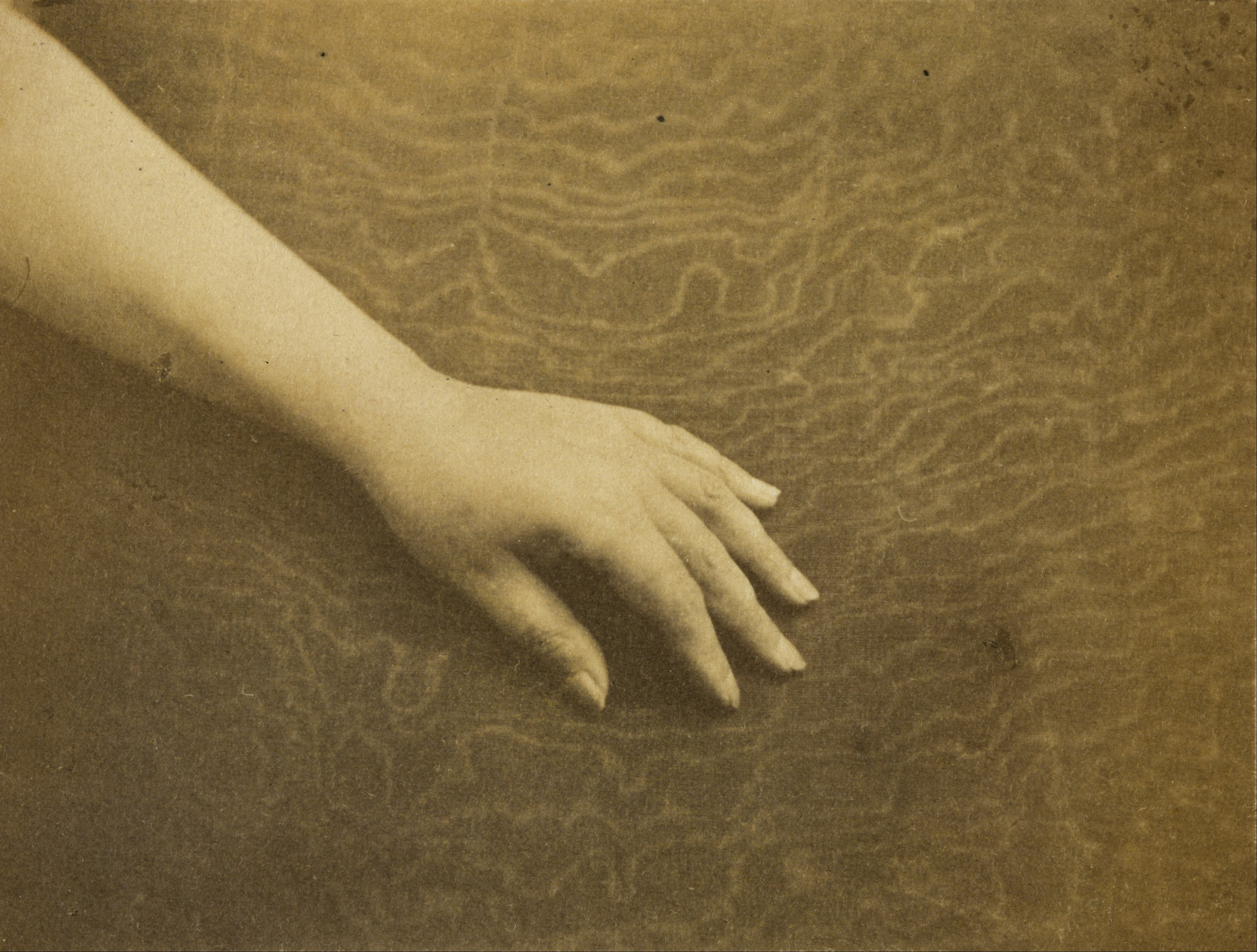
La main de Madame Hugo